# 小行星3471
小行星3471（3471 Amelin）是一颗绕太阳运转的小行星，为主小行星带小行星。该小行星于1977年8月21日发现。

## 轨道参数
小行星3471的轨道半长轴为3.1910108 UA，离心率为0.057。